# جون داي (سياسي)
جون داي (بالإنجليزية: John Day)‏ هو طبيب أسنان وسياسي أسترالي، ولد في 24 ديسمبر 1955 في أستراليا. حزبياً، نشط في حزب أستراليا الليبرالي (شعبة أستراليا الغربية). وقد انتخب عضو الجمعية التشريعية لأستراليا الغربية عن دائرة Electoral district of Kalamunda ‏ (6 سبتمبر 2008 – 11 مارس 2017) وانتخب عضو الجمعية التشريعية لأستراليا الغربية عن دائرة درلنغ رينج ‏ (6 فبراير 1993 – 6 سبتمبر 2008).